# Gallate de dodécyle
« E312 » redirige ici. Pour les autres significations, voir E312 (homonymie).

Le gallate de dodécyle est un composé organique, résultant de l'estérification de l'acide gallique par du dodécanol, utilisé comme additif alimentaire (conservateur, antioxydant) sous la dénomination E312. Il est utilisé à des doses comprises entre 50 mg et 1000 mg/kg, notamment pour empêcher le rancissement de produits gras.